# 22254 Vladbarmin
22254 Vladbarmin este un asteroid din centura principală de asteroizi.

## Descriere
22254 Vladbarmin este un asteroid din centura principală de asteroizi. A fost descoperit pe 3 octombrie 1978 la Observatorul de Astrofizică din Crimeea de Nikolai Cernîh. Asteroidul prezintă o orbită caracterizată de o semiaxă mare de 2,34 ua, o excentricitate de 0,26 și o înclinație de 3,4° în raport cu ecliptica.